# Andrea (Sängerin)

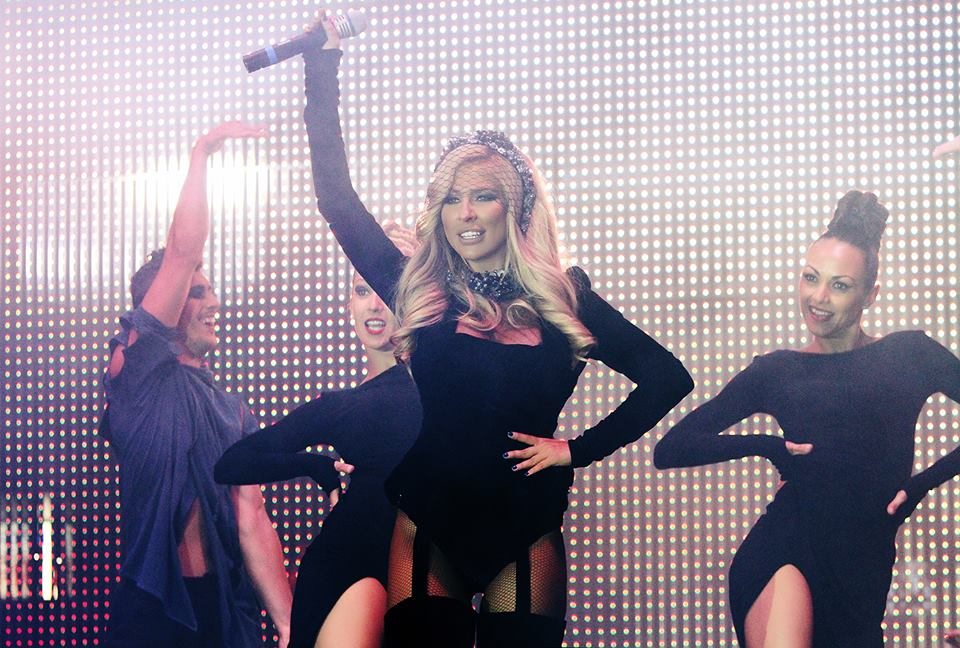
Andrea (2014)

Andrea (auch Andrea Teodorova, bulgarisch Андреа oder Андреа Теодорова; bürgerlich Teodora Rumenowa Andreewa bzw. Теодора Руменова Андреева; * 23. Januar 1987 in Sofia, Bulgarien) ist eine bulgarische Popfolk-Sängerin. Sie ist vor allem in den Balkanstaaten bekannt, neben Bulgarien auch in Serbien.

## Karriere
Andreas musikalische Karriere begann im Jahre 2006 mit der Single Kato. Im August 2008 produzierte sie in Zusammenarbeit mit dem rumänischen Musikproduzenten Costi Ioniță das Musikvideo zu Samo Moi.
Darauffolgend nahm Andrea auch Songs unter ihrem zweiten Pseudonym Sahara (bulgarisch Сахара) auf. Im Jahre 2009 war sie zusammen mit Geo Da Silva, einem rumänischen DJ, im Musikclip Bellezza zu sehen. Ein Jahr darauf folgte der Song I Wanna (mit Bob Sinclar und Shaggy). 2010 erweiterte sie ihre Popularität außerhalb Bulgariens mit dem Song Mine (mit Mario Winans). 2011 erschien die Single Champagne in Zusammenarbeit mit Shaggy.
Anfang 2012 veröffentlichte sie den Song Losha. 2014 wurde der Song Nay-dobrata veröffentlicht.
2015 veröffentlichte sie den Song Passion, gemeinsam mit Otilia, Shaggy & Costi. Am letzten Tag des Jahres 2015 folgte der Song Poludei.
Zu ihren erfolgreichsten Hits gehören unter anderem Upotrebena (Употребена), Neblagodaren (Неблагодарен), Dokrai (Докрай) sowie Haide Opa. Sie hat zudem mit Musikern aus dem Balkan wie Azis, Edward Maya, MC Yankoo, Cvija, Otilia, Galena oder Fiki zusammengearbeitet.
Andrea ist mit dem Boxer Kubrat Pulev liiert.

## Diskografie

### Alben
- 2008: Ogan V Kravta
- 2009: Men Si Tarsil
- 2010: Andrea
- 2012: Losha

### Kompilationen
- 2017: Best Balkan Hits

### Remix-Alben
- 2020: Megamix #1 – Remixes Pack
- 2020: Summer Pack #2
- 2020: Bear
- 2021: New Year Feelings
- 2021: Shark

### Singles (Auswahl)
| - 2008: Dai Mi Vsichko (Original: Ionuț Cercel – Made in Romania) - 2009: Samo Moi (Original: Costi & Seden Gürel – Show Ca La Paris) - 2009: Upotrebena (mit Costi) - 2009: Izbiram Teb (mit Costi) - 2009: Men Si Tarsil - 2010: Sanırım (mit Serdar Ortaç, Costi & Lennox Brown) - 2010: Izlaji Me (Original: Babi Minune – Sus Pe Mese) - 2010: Haide Opa - 2010: Neblagodaren - 2010: Kasai Etiketa - 2010: S Teb Da Badem Pak - 2010: Bliasak Na Kristali (mit Galena) - 2012: Dokrai - 2012: Losha - 2012: Na Eks (mit Ork. Kristali) - 2012: Edno (mit Boris Dali) - 2012: Probvai Se (mit Azis) | - 2013: Zvuk (mit MC Yankoo) - 2014: Nay-dobrata - 2015: Iskam Neshto Ot Teb (mit Djordan) - 2015: Sex Za Den (mit Fiki) - 2015: Pozovi Me / Obadi Mi Se (mit Cvija) - 2015: Universal Love (mit Costi & Edward Maya) - 2015: Passion (mit Costi, Shaggy & Otilia) - 2015: Poludei - 2016: Love Is Mine - 2017: Vitamin - 2017: Strogo Zabraneno (mit Suzanita) - 2018: Heart Beating Hard (mit Sergio) - 2018: Miss California (mit Mario Joy) - 2020: Carola (mit Costi & Jador) - 2020: Egoist - 2023: Poveche Ot Dumi |

### Singles unter dem Namen Sahara
- 2009: Tyalee
- 2009: Bellezza (mit Geo da Silva)
- 2010: I Wanna (mit Bob Sinclar, Shaggy & Costi)
- 2010: Mine (mit Mario Winans)
- 2011: Champagne (mit Shaggy)